# Ulica Fordońska w Bydgoszczy

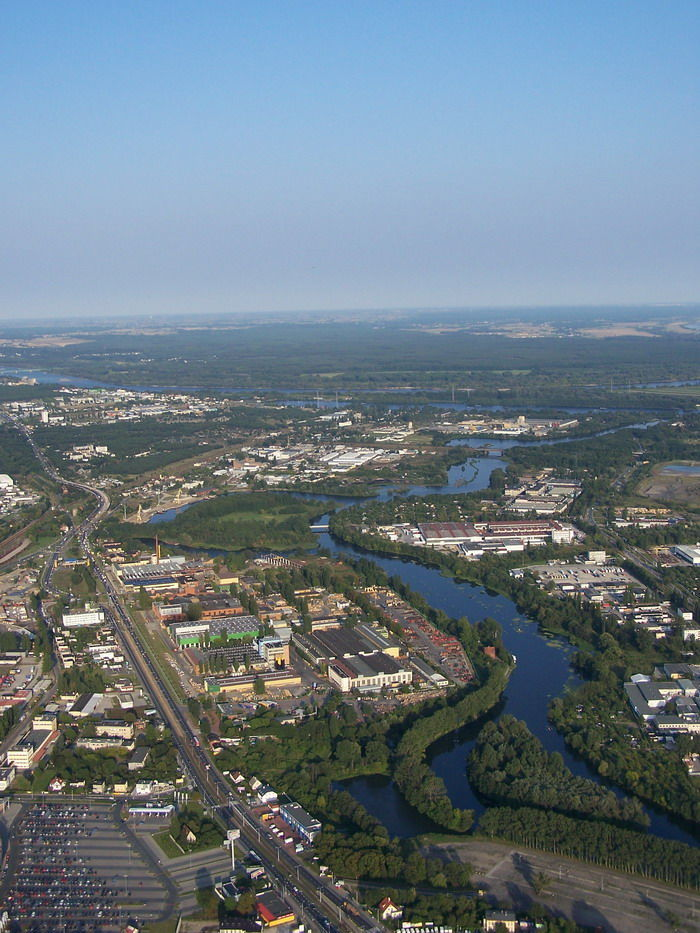
Fragment ulicy Fordońskiej z lotu ptaka

Ulica Fordońska – jedna z najważniejszych komunikacyjnie ulic w Bydgoszczy, druga pod względem długości, po ul. Toruńskiej. W dwudziestoleciu międzywojennym była najdłuższą ulicą w Bydgoszczy licząc łącznie 7,89 km.

## Przebieg
Ulica rozciąga się na kierunku zachód-wschód, od Ronda Fordońskiego po Stary Fordon i granice Bydgoszczy. Jej długość wynosi blisko 10 km. Od skrzyżowania z ulicą Kamienną biegnie droga krajowa nr 80. Ulica stanowi jedną z głównych arterii komunikacyjnych Bydgoszczy łącząc centrum z dzielnicą Fordon oraz w skali krajowej Bydgoszcz z Toruniem. W kierunku wschodnim ulica przebiega przez następujące jednostki urbanistyczne: Bartodzieje, Bydgoszcz-Wschód, Siernieczek, Fordon.

## Historia
Ulica Fordońska stanowi wspólnie z ul. Jagiellońską starodawny trakt łączący Bydgoszcz z Fordonem (miasto Fordon powstało w 1382 będąc następcą zniszczonej w 1330 warowni Wyszogród nad Wisłą). Po lokacji Bydgoszczy w XIV w. i budowie mostu Miejskiego, trakt ten rozpoczynał się przy Bramie Gdańskiej i wiódł na wschód na terenie położonym na północ od Brdy. W Fordonie można było przeprawić się przez Wisłę w kierunku Ziemi Chełmińskiej lub też podążyć na północny wschód wzdłuż doliny Wisły w kierunku Świecia i Gdańska.
Mapa okolic Bydgoszczy z 1796-1802 (mapa Schroettera wykonana na podstawie pomiarów geodezyjnych) przedstawia drogę do Fordonu w przybliżeniu pokrywającą się z obecnym śladem ulicy. Natomiast plan okolic Bydgoszczy z 1857 przedstawia wzdłuż drogi nieliczne zabudowania o charakterze podmiejskim skupione w następujących miejscowościach: Szretery (niem. Schröttersdorf), Wielkie Bartodzieje (niem. Gr. Bartelsee), Kapuściska Małe (niem. Kl. Kapuścisko), Suczyn i Fordonek (wieś olęderska lokowana w 1603) Od zakola Brdy do rejonu grodziska Wyszogród droga przebiegała przez las, a kończyła się na rynku w Fordonie, gdzie funkcjonowała przeprawa promowa przez Wisłę
Aż do 1920 ulica w dzisiejszym przebiegu pozostawała poza granicami administracyjnymi miasta Bydgoszczy. Do ul. Uroczej nazywana była ul. Promenada, a następnie w kierunku wschodnim – szosą fordońską. W 1861 r. oddano do użytku Kolej Warszawsko-Bydgoską, która przecinała ulicę na wysokości dworca Bydgoszcz Wschód. W 1885 r. wzdłuż ulicy poprowadzono kolej łączącą Bydgoszcz Wschód z Fordonem, a w 1893 r. kolej ta przecięła ulicę Fordońską prowadząc na nowo wybudowany most nad Wisłą.
Począwszy od lat 80. XIX w. w pasie terenu między ulicą a Brdą powstawały przedsiębiorstwa przemysłowe, głównie składy drewna i tartaki, będące zaczątkiem wschodniej dzielnicy składowo-przemysłowej. W 1891 przedsiębiorstwo Żegluga Bydgoska (niem. Bromberger Schleppschiffahrt Aktien Gesellschaft) wybudowało w rejonie skrzyżowania z ul. Sporną kompleks zabudowań przemysłowych: fabrykę maszyn, stocznię rzeczną, tartak, rzeczny port przeładunkowy, bocznice kolejowe oraz osiedla robotnicze, co przyczyniło się do dalszej rozbudowy dzielnicy. W pierwszych dziesięcioleciach XX wieku, nabrzeża dolnej Brdy wzdłuż ulicy Fordońskiej zajmowało kilkadziesiąt tartaków, stolarni i innych fabryk wykorzystujących drewno spławiane w dużych ilościach z Królestwa Kongresowego szlakiem wodnym wiodącym Wisłą, Brdą, Kanałem Bydgoskim, Notecią i Wartą do Niemiec.
W 1920 po przejściu Bydgoszczy w granice odrodzonego państwa polskiego, w granice Bydgoszczy włączono kilkanaście okolicznych gmin podmiejskich, m.in. Skrzetusko, Wielkie Bartodzieje, Małe Bartodzieje, Kapuściska, Zimne Wody, Siernieczek, Fordonek. W ten sposób ulica Fordońska na odcinku do ul. Suchej-Pilickiej znalazła się w granicach Bydgoszczy.
W okresie międzywojennym następowała dalsza urbanizacja przemysłowa terenu przylegającego do ul. Fordońskiej. Z większych przedsiębiorstw powstałych lub rozwijających się w tym okresie należały: Kabel Polski Sp. Akc. (dzisiaj Tele-Fonika Kable S.A.), Fabryka Płyt Klejonych (dzisiaj Bydgoskie Zakłady Sklejek), Fabryka Mebli O. i K. Pfefferkorna (dzisiaj Bydgoskie Fabryki Mebli), Cegielnia A.Mendzega (później Cegielnie Bydgoskie) i inne. W 1930 oddano do użytku kolejową obwodnicę Bydgoszczy w ciągu magistrali węglowej, która przecinała ul. Fordońską w okolicy os. Siernieczek. W tym czasie ulica Fordońska rozpoczynała się na skrzyżowaniu z ul. Gajową, gdzie znajdowała się również pętla tramwajowa, a kończyła na wschodniej granicy miasta.
Po II wojnie światowej wzdłuż ulicy powstały nowe przedsiębiorstwa, przede wszystkim znane w całej Polsce Zakłady Rowerowe „Romet” (od 1948, kompleks przy ul. Fordońskiej zbud. w latach 1957-1964). W latach 60. XX w. w rejonie Siernieczka, Brdyujścia i Starego Fordonu powstały również nowe osiedla mieszkaniowe w sąsiedztwie ulicy. Po poszerzeniu granic miasta o Fordon w 1973 ulica na całej długości znalazła się w granicach administracyjnych Bydgoszczy. W tym okresie wzrastający ruch samochodowy stworzył konieczność poszerzenia ulicy. W II połowie lat 60. zmodernizowano ulicę Fordońską na odcinku ul. Gajowej do ul. Wyścigowej. Przebudowa ulicy na całej długości na arterię dwujezdniową, bezkolizyjnie prowadzącą ruch nad liniami kolejowymi (nr 18, nr 201 i nr 209) stała się elementem projektu trasy W-Z, która miała poprawić warunki ruchu drogowego w Bydgoszczy na kierunku wschód-zachód. Przy realizacji trasy w latach 1969–1973 powstały m.in. Rondo Fordońskie z Mostem Pomorskim oraz Wiadukty Warszawskie o długości 430 i 436 m, które w l. 2007-2008 kosztem 20 mln zł poddano generalnemu remontowi. Pomimo niego, ze względu na zły stan techniczny 10 października 2020 zostały one zawężone do jednego pasa ruchu i kosztem niemal 1,6 mln zł podparte 4 tymczasowymi konstrukcjami wsporczymi, w wyniku czego w połowie czerwca 2021 przywrócono ruch na obydwu pasach.
W latach 1952–1971 znajdowała się w ciągu drogi państwowej nr 47, następnie do 1985 roku była częścią drogi międzynarodowej T81.
Wśród inwestycji zrealizowanych po 1990 łączących się pośrednio z ul. Fordońską można wymienić m.in. budowę ulicy Kamiennej (od 1994), Trasy Nowołęczyckiej z mostem Kazimierza Wielkiego (2002), przebudowę ul. Spornej (2010). 16 stycznia 2016 roku otwarto  linię tramwajową do Fordonu (9,5 km), z estakadą (530 m) nad ul. Fordońską i węzłem przesiadkowym Bydgoszcz Wschód (koszt 290 mln zł, z czego 209 mln z UE, a 109 mln na zakup 12 tramwajów Pesa Swing). Od 2013 roku w fazie planowania jest budowa częściowo bezkolizyjnego Węzła Wschodniego na ulicy Fordońskiej w rejonie dworca kolejowego Bydgoszcz Wschód.
W listopadzie 2021 przystąpiono do budowy drogi rowerowej wzdłuż wschodniego odcinka ulicy, na odcinku między ul. Kapliczną a ul. Inflancką (koszt inwestycji: 780 tys. zł), którą ukończono w kwietniu 2022.

### Nazwy
Nazwa ulicy związana jest z Fordonem, do 1973 r. samodzielnym miastem, później wschodnią dzielnicą Bydgoszczy, graniczącą na Wiśle. W przekroju historycznym ulica posiadała następujące nazwy:
- do 1772 – określana jako droga pocztowa do Fordonu
- 1772–1920 – Weg (Chausse) nach Fordon
- 1920–1939 – Fordońska
- 1939–1945 – Fordonerstraße
- od 1945 – Fordońska

## Komunikacja

### Ruch tramwajowy
Torowisko tramwajowe na ul. Fordońskiej zostało zbudowane dopiero po II wojnie światowej. Wcześniej od 1901 r. istniała linia tramwaju elektrycznego wzdłuż ul. Jagiellońskiej, stykająca się od 1904 r. z ul. Fordońską (linia „C” niebieska) pętlą tramwajową przy ul. Gajowej. Linia ta – najdłuższa w mieście (5,4 km) – łączyła Wilczak poprzez Śródmieście z Bartodziejami. W latach 1972–1974 przebudowano ją na dwutorową. W 1957 r. linię wydłużono do ul. Bałtyckiej, gdzie powstała pętla tramwajowa. W 1969 r. w związku z generalną przebudową ulicy Fordońskiej na arterię dwujezdniową, oddano do użytku torowisko tramwajowe na odcinku od ul. Bałtyckiej do ul. Wyścigowej. Zbudowano również pętlę tramwajową przy ul. Wyścigowej (końcowa). 16 stycznia 2016 roku otwarto  linię tramwajową do Fordonu z estakadą nad ul. Fordońską i węzłem przesiadkowym Bydgoszcz Wschód.
Obecnie na ul. Fordońskiej kursują tramwaje linii 3, 5, 7, 10 i 11.

### Ruch autobusowy
Początki regularnego ruchu miejskiej komunikacji autobusowej na ul. Fordońskiej sięgają 1937 roku, kiedy uruchomiono linię pl. Kościeleckich – ul. Sporna, którą obsługiwały wozy marki Fiat. Niezależnie od tego funkcjonowała komunikacja międzymiastowa Bydgoszcz – Fordon, obsługiwana przez prywatnych przewoźników. W 1966 r. przy ul. Fordońskiej/Szajnochy zbudowano zajezdnię oraz warsztaty autobusów (czynną do lat 90. XX w.).
Obecnie na ul. Fordońskiej kursują autobusy linii nr 40 (międzygminna), 65, 69, 74, 81, 82, 83, 89.

### Obciążenie ruchem
Ulica Fordońska należy do najbardziej obciążonych ruchem drogowym arterii komunikacyjnych w Bydgoszczy. Pomiar ruchu w 2006 r. wykazał, że w szczycie komunikacyjnym przejeżdża przezeń do ok. 2400 pojazdów na godzinę. Najbardziej zatłoczonym odcinkiem jest fragment od ul. Kamiennej do ul. Kaliskiego.

## Obiekty
W otoczeniu ul. Fordońskiej znajdują się między innymi:
- 10-kondygnacyjny budynek Arkada Business Park z podziemnym parkingiem na 300 samochodów (45 m; oddany do użytku w czerwcu 2018)[25]; w sąsiedztwie przewidziana jest realizacja drugiego budynku[26].
- osiedle przy ul. Żabiej (w budowie, 2 budynki 16-piętrowe o wysokości 55 m[27](Aura Towers) i jeden kaskadowy 7-piętrowy)[28][29]
- Kościół Matki Boskiej Częstochowskiej w Bydgoszczy
- oddział Generalnej Dyrekcji Dróg Krajowych i Autostrad
- galeria wnętrz „Arkada”,
- Pierwszy Urząd Skarbowy,
- Wyższa Szkoła Bankowa w Toruniu Wydział Finansów i Zarządzania w Bydgoszczy,
- Hotel „Pomorski”
- Wyższa Szkoła Środowiska w Bydgoszczy
- Kartodrom Bydgoszcz
- Market budowlany Castorama o powierzchni prawie 15 tys. m kw., otwarty 12 czerwca 2019[30]
- Hipermarket budowlany „OBI”
- Galeria Pomorska
- Telefonika Kable
- Sklejka Multi
- Port rzeczny w Bydgoszczy
- Dworzec PKP Bydgoszcz Wschód
- Kościół św. Stanisława Biskupa i Męczennika w Bydgoszczy
- Cmentarz katolicki św. Stanisława w Bydgoszczy
- Cmentarz Komunalny w Bydgoszczy (ul. Wiślana)
- Przystanek kolejowy Bydgoszcz Brdyujście
- Wyższa Szkoła Informatyki w Łodzi – Wydział Zamiejscowy w Bydgoszczy
- Biurowiec „Bydgosta” – dawny Romet
- centrum zabaw rodzinnych „Family Park”
- Hipermarket „Auchan”
- Przedsiębiorstwo „Alcatel-Lucent”
- salon meblowy „Black Red White”
- bydgoski oddział „DB Schenker”
- Przystanek kolejowy Bydgoszcz Politechnika
- Wyszogród – widoczne z ulicy XI-XIV-wieczne grodzisko nad Wisłą
- Budynki dawnego przedsiębiorstwa „Cegielnie Bydgoskie”
- Przystanek kolejowy Bydgoszcz Fordon
- domy z muru pruskiego nr 438 i 440, pierwszy z nich spłonął 11 września 2021[31]
- Park Milenijny w Bydgoszczy
- Most fordoński im. Rudolfa Modrzejewskiego w Bydgoszczy
- AAA Auto (parking przed nieczynnym SMART Outlet Center)

## Galeria

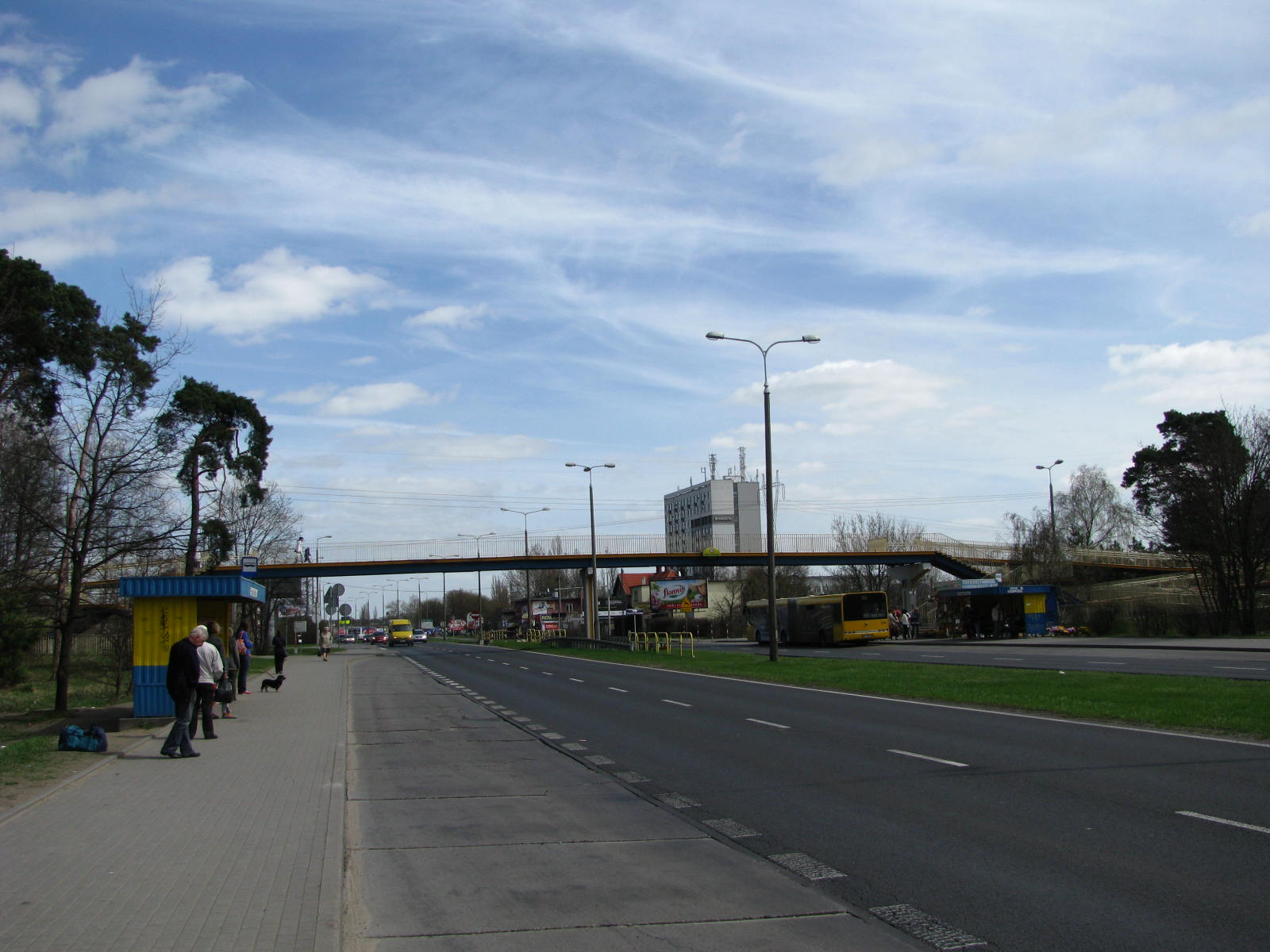
Widok na kładkę
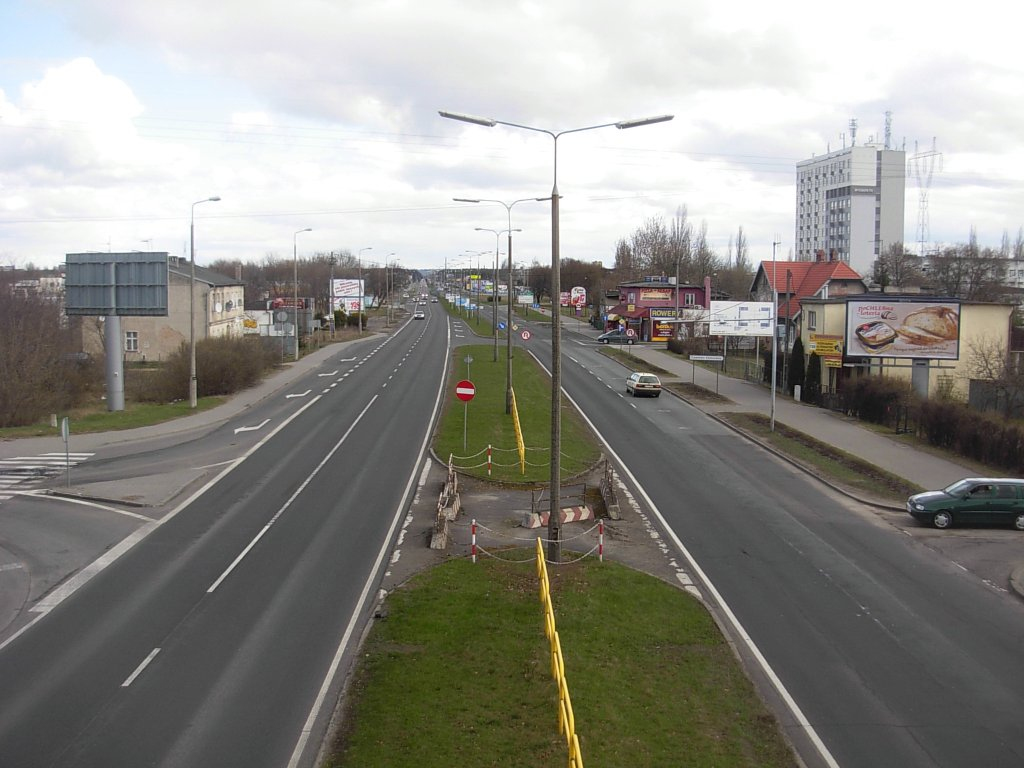
Ulica Fordońska w okolicy cmentarza komunalnego
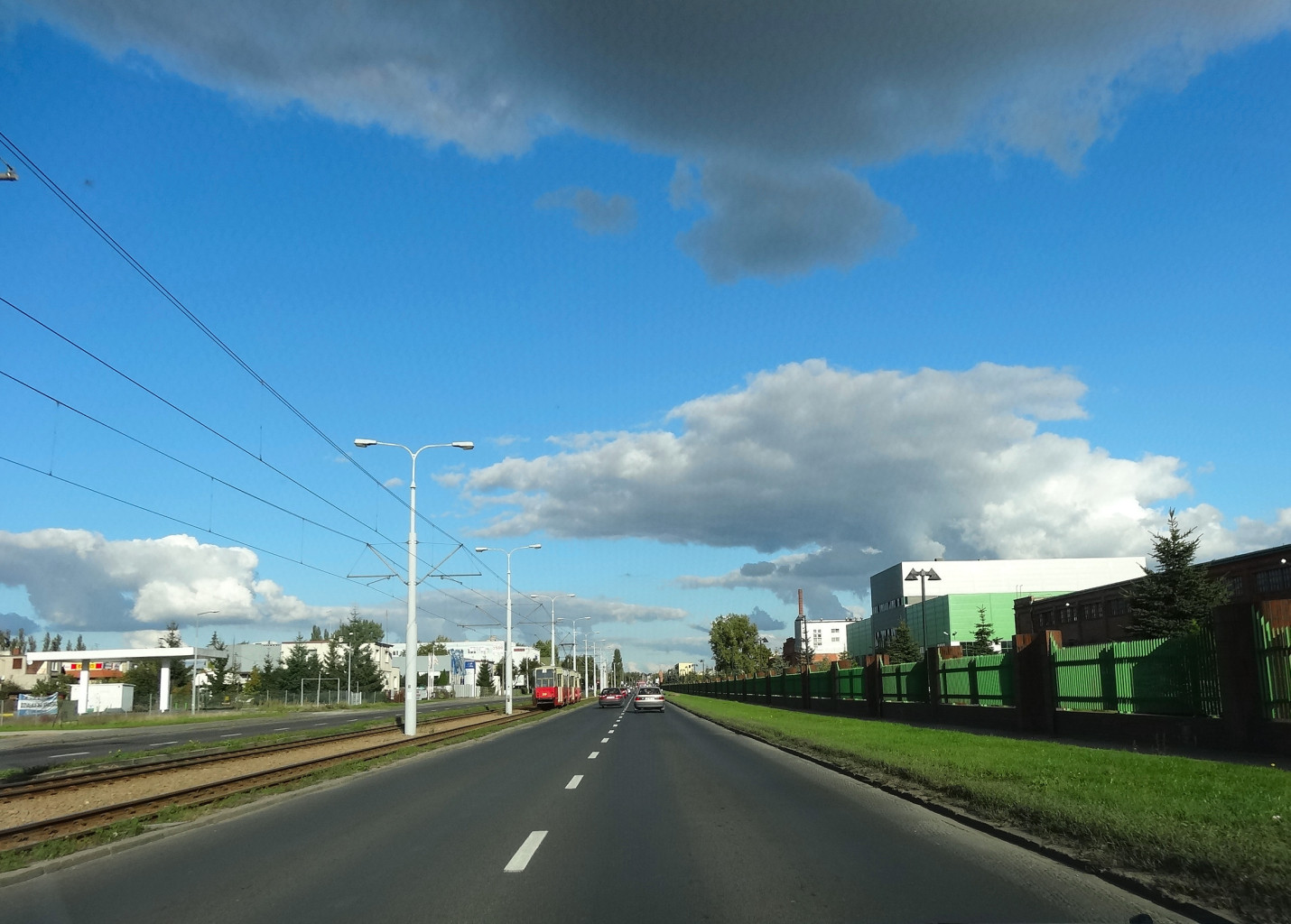
W rejonie Bydgoszcz Wschód
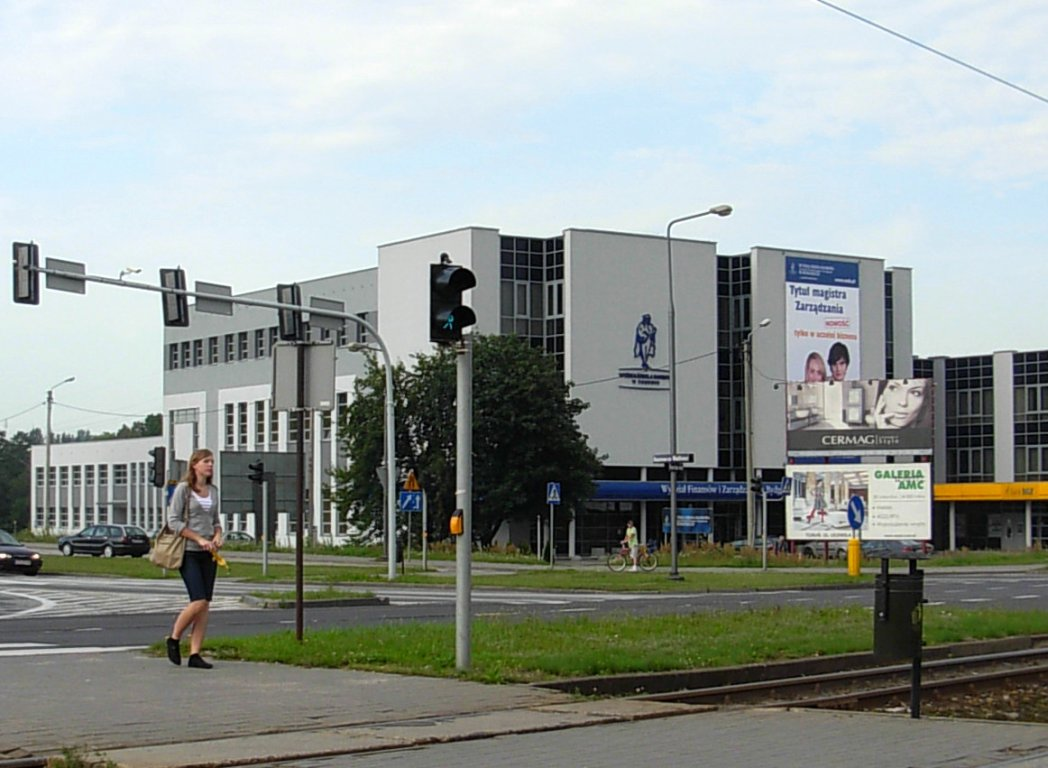
Wyższa Szkoła Bankowa w Toruniu Wydział Finansów i Zarządzania w Bydgoszczy
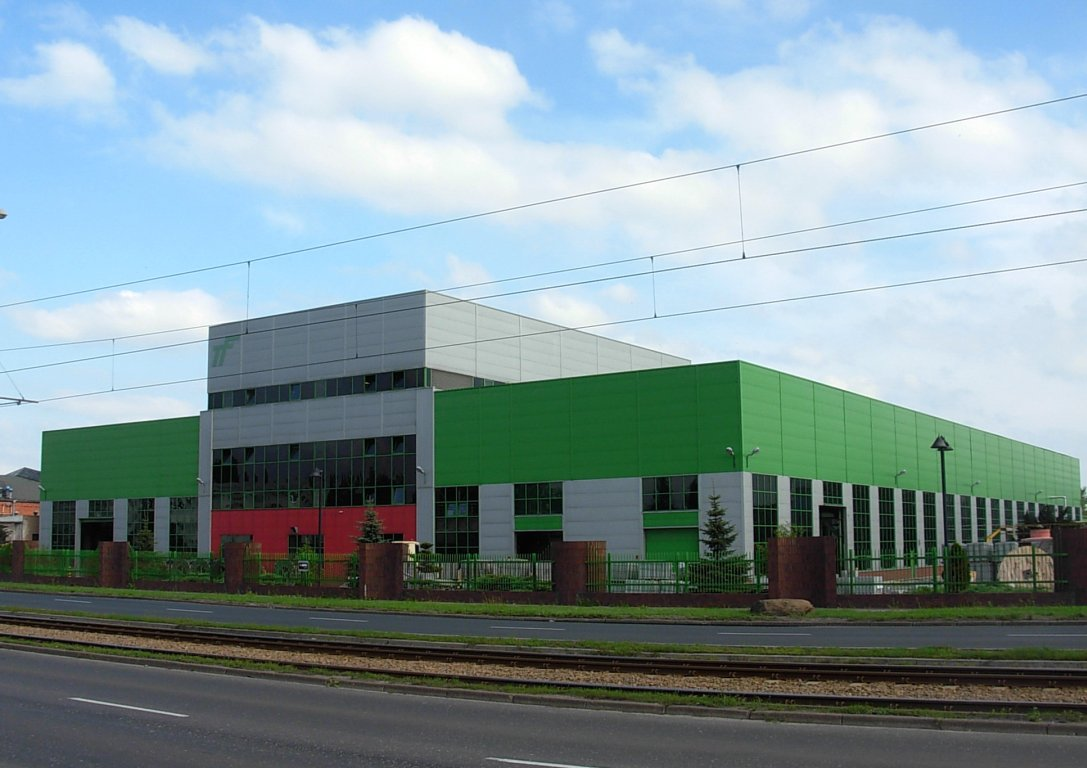
Telefonika Kable S.A.
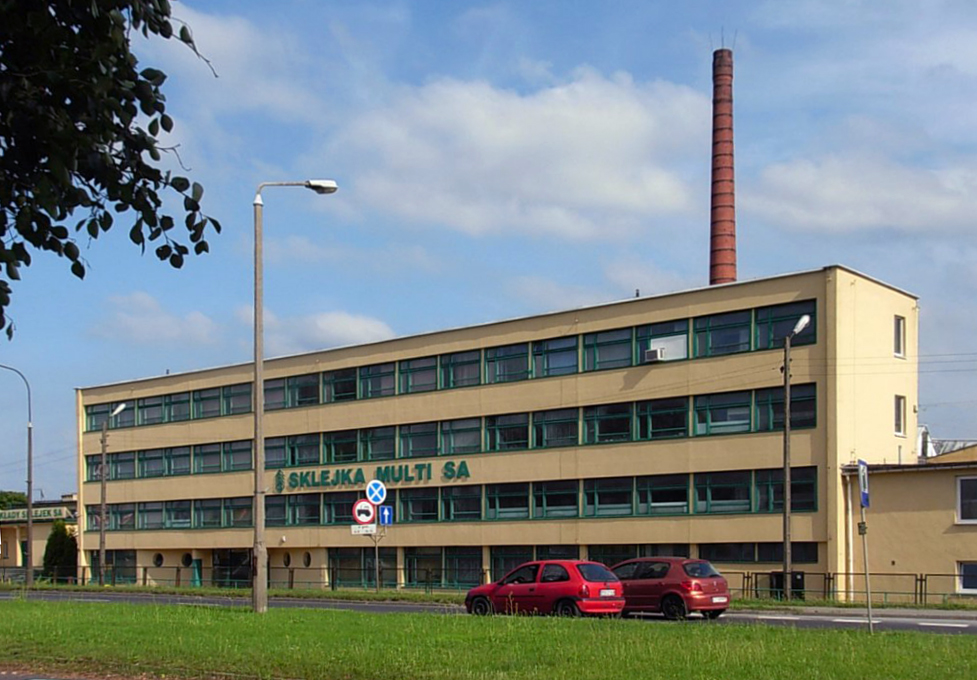
Bydgoskie Zakłady Sklejek
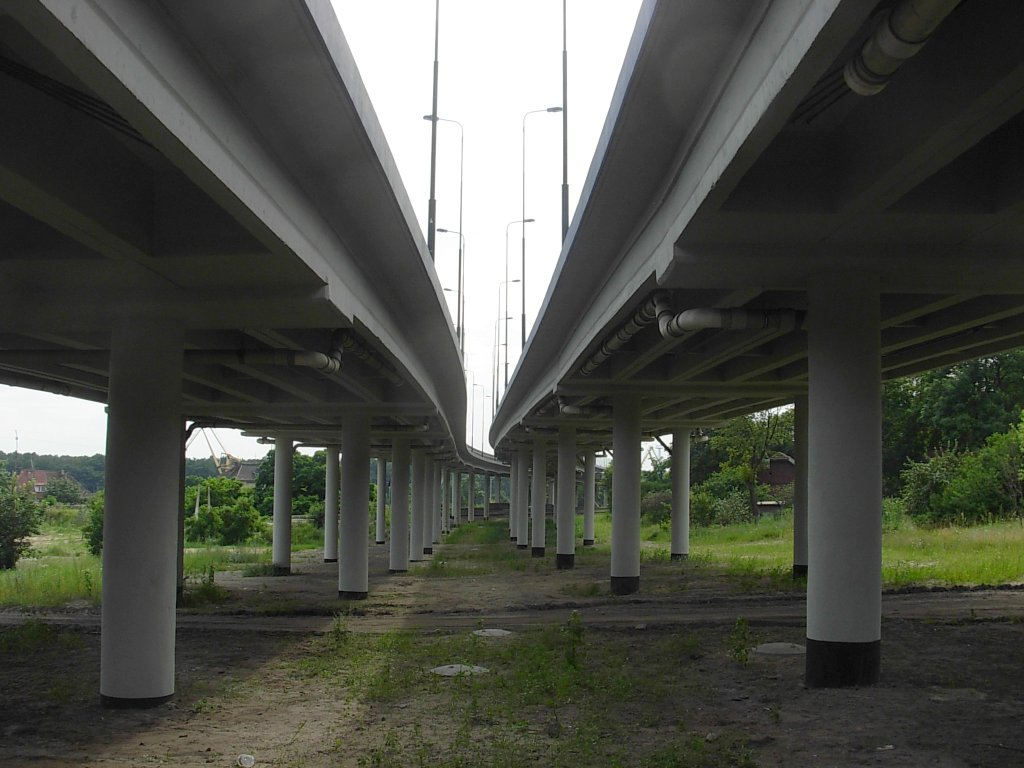
Wiadukty Warszawskie
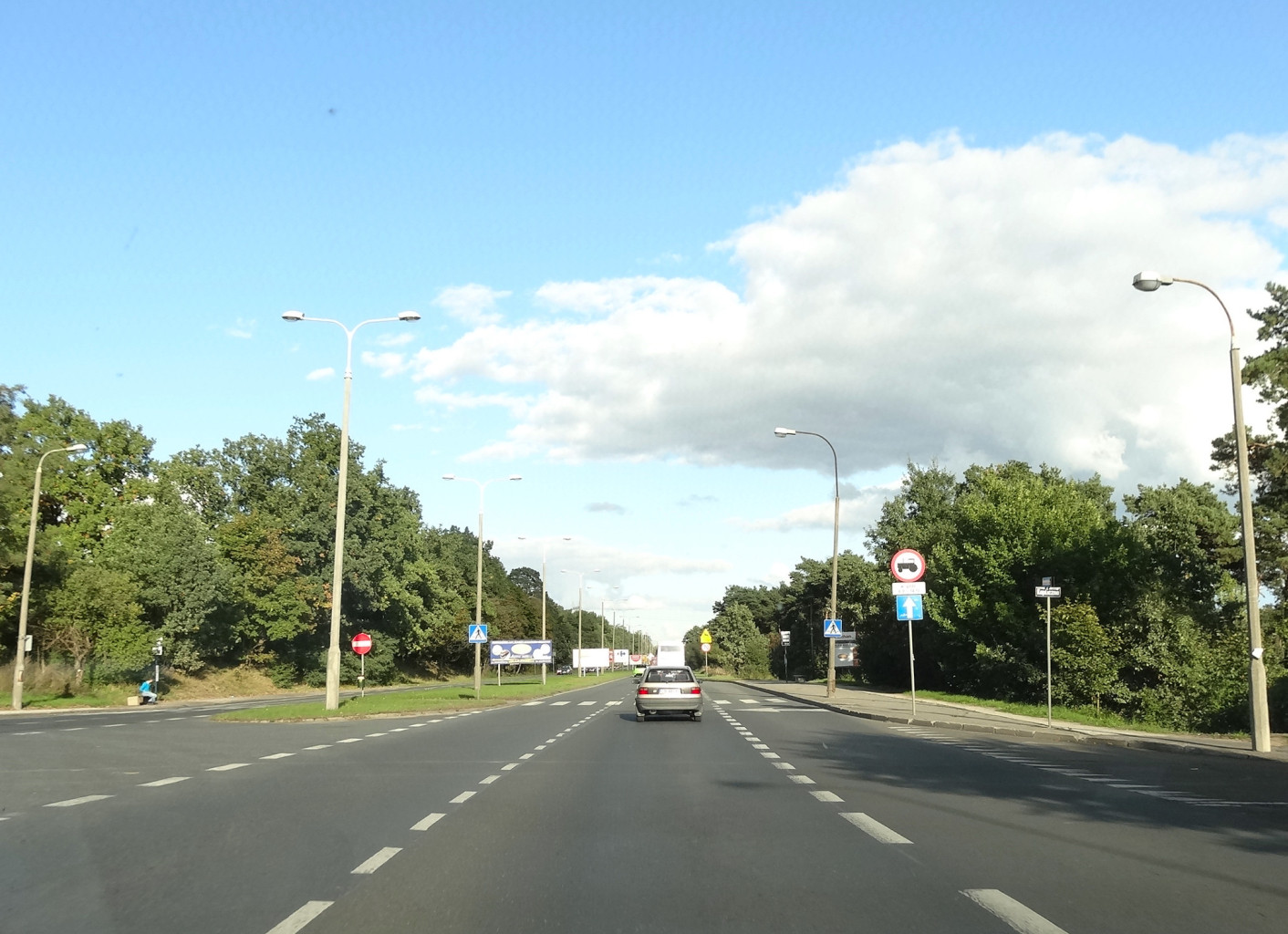
Na Siernieczku
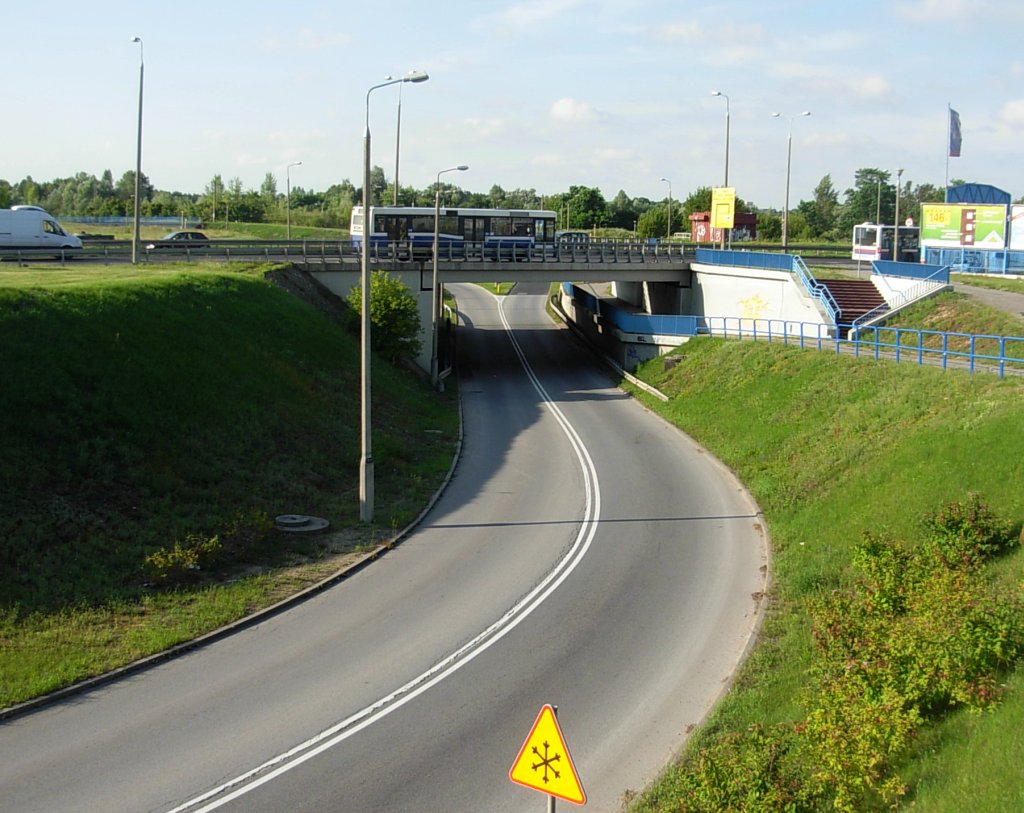
Węzeł drogowy koło Auchan
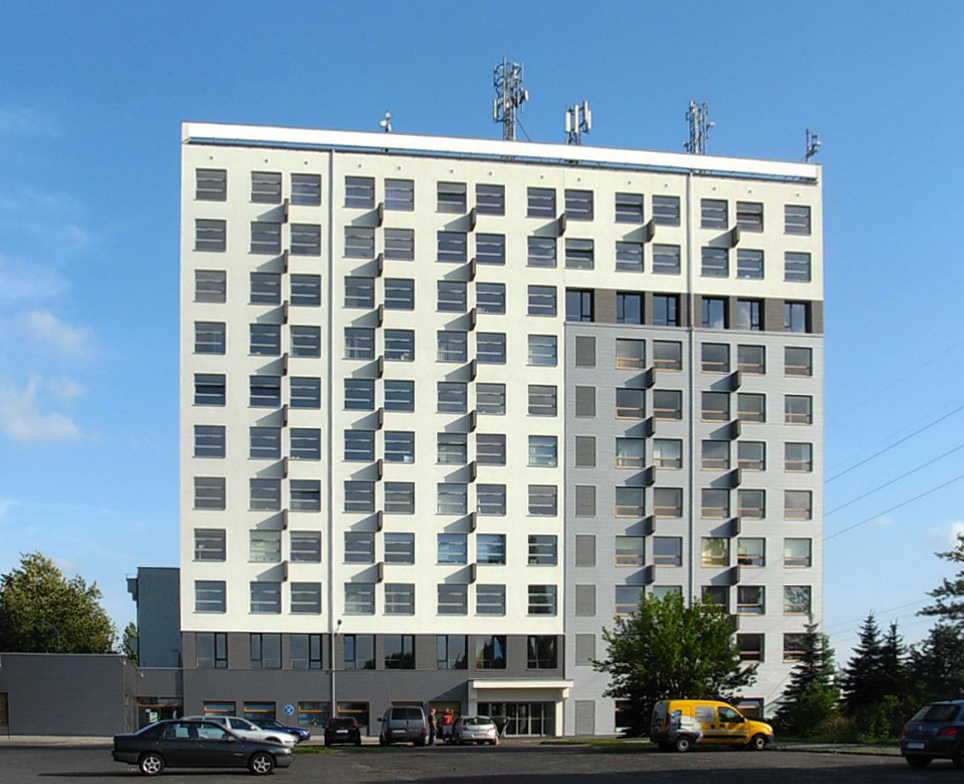
Biurowiec „Bydgosta” (dawny Romet)
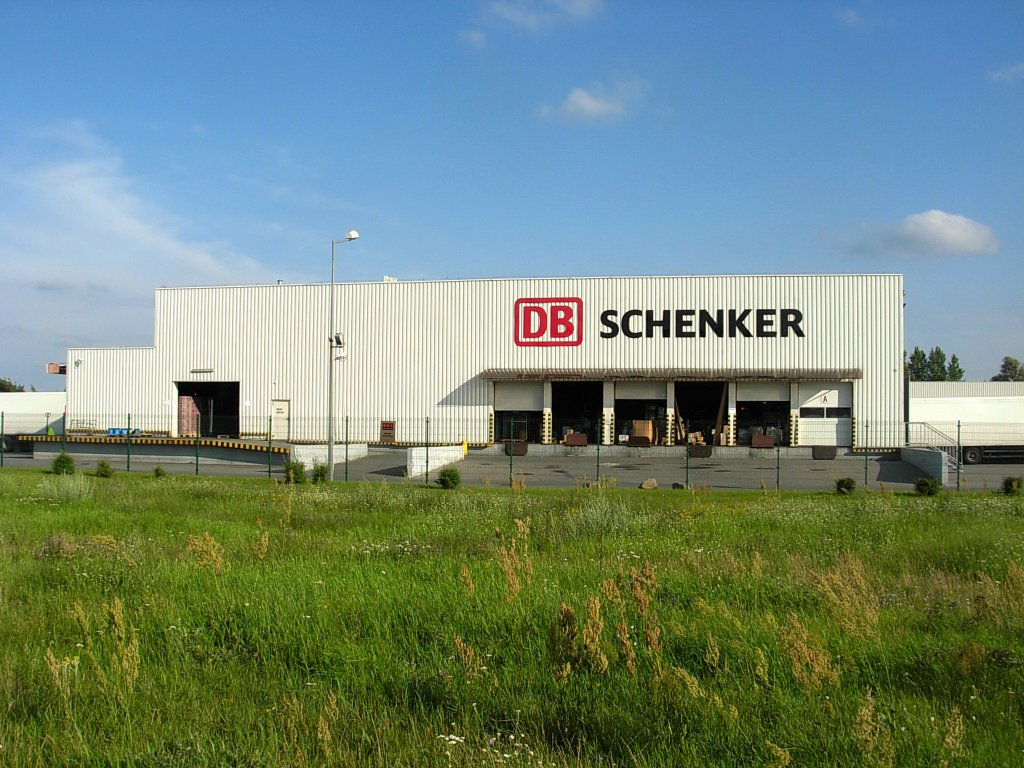
Bydgoski oddział „Schenker"